# Michael Redd
Michael Wesley Redd (Columbus, 24 augustus 1979) is een voormalig Amerikaans basketballer. Hij won met het Amerikaans basketbalteam de gouden medaille op de Olympische Zomerspelen 2008 in Peking. 
Redd speelde voor het team van de Ohio State University, voordat hij in 2000 zijn NBA-debuut maakte bij de Milwaukee Bucks. In totaal speelde hij 12 seizoenen in de NBA. Tijdens de Olympische Spelen in 2008 speelde hij 8 wedstrijden, inclusief de finale tegen Spanje. Gedurende deze wedstrijden scoorde hij 25 punten.
In 2012 beëindigde hij zijn carrière als speler. Hij ging aan het werk als ondernemer en investeerder. Ook heeft hij een podcast genaamd Betting On Yourself.